# Shin Takahashi
Shin Takahashi (高橋しん, o 高橋 真, Takahashi Shin?, n. 8 de septiembre de 1967)es un mangaka japonés conocido por crear Saikano (Mi novia, el arma definitiva) y Li Hito. Nació en Shibetsu, Hokkaidō, el 8 de septiembre de 1967. Pasó la mayor parte de su infancia en Hokkaido.
Ha estado usando gráficos de ordenador en sus trabajos desde temprano, antes de que muchos otros mangakas empezaran. Un ejemplo, es el Tsunami del capítulo 13 de Saikano. Mientras que en el manga, él, junto a los miembros de su eficiente estudio Shin Presents!, se ha convertido en uno de los pocos autores en utilizar gráficos de ordenador para sus mangas, aplicándolos a las viñetas de manera que el resultado sea siempre positivo.

## Estilo
El estilo del autor en cuanto a ilustración es realmente completo, utilizando la mayor parte del tiempo diseños sencillos, con trazos sueltos y muchos colores claros, pero dotando en ocasiones al dibujo de una imagen muy diferente a la acostumbrada. Cuando la situación lo requiere, Takahashi nos ofrece páginas oscuras, donde el detalle se convierte en el principal protagonista de la viñeta, mostrándonos secuencias tan cargadas como bien planificadas. Tampoco es extraño ver en los tomos del dibujante páginas falsas, rellenadas con fondos oscuros o claros, en los que sólo encontraremos pequeños bocadillos. Esta técnica, si bien puede parecer a cierto grupo de lectores un medio para ahorrar trabajo, puede dar buen resultado, ya que nos permiten, durante unos segundos, sentir la tensión de los propios personajes de la historia.

## Lista de Mangas/Animes
- Ii Hito (un buen hombre)
- Bye Bye, Papa
- Saikano, Mi novia, el arma definitiva
- Love Story, Killed (spin-off de Saikano)
- Sukini Naruhito
- Kimi no Kakera
- Hana to Okutan